# ریکی چمپ
ریکی چمپ (انگلیسی: Ricky Champ؛ زادهٔ ۱ ژوئیهٔ ۱۹۸۰) بازیگر انگلیسی است.
از فیلم‌ها یا برنامه‌های تلویزیونی که وی در آن نقش داشته‌است، می‌توان به موردکای، ایست‌اندرز، هیچ‌کس و ورلدز اند اشاره کرد.